# Primera guerra médica
La primera guerra médica consistió en la primera invasión persa de la Antigua Grecia, durante el transcurso de las guerras médicas. Comenzó en 492 a. C., y concluyó con la decisiva victoria ateniense en la batalla de Maratón en 490 a. C. La invasión, que constó de dos campañas distintas, fue ordenada por el rey persa Darío I, fundamentalmente con el objetivo de castigar a las polis (ciudades) de Atenas y Eretria. Estas habían apoyado a las ciudades de Jonia durante la revuelta jónica contra el gobierno persa de Darío I. Además de una acción de represalia ante su actuación en la revuelta, el rey aqueménida también vislumbró la oportunidad de extender su imperio en Europa y asegurar su frontera occidental.
La primera campaña (492 a. C.) fue dirigida por Mardonio, quien volvió a subyugar Tracia y obligó a Macedonia a ser vasalla del reino de Persia. Sin embargo, el progreso de la expedición militar fue impedido por una tormenta que sorprendió a la flota del general persa mientras costeaba el monte Athos. El siguiente año, habiendo dado muestras de sus intenciones, Darío despachó embajadores a todas partes de Grecia pidiendo la sumisión. Recibió la misma de todas excepto Atenas y Esparta, las cuales ejecutaron a los embajadores. Con Atenas desafiante y Esparta en guerra contra él, Darío ordenó una campaña militar para el siguiente año.
La segunda campaña (490 a. C.) estuvo bajo el mando de Datis y Artafernes. La expedición se dirigió primero a la isla de Naxos, que fue capturada e incendiada, y a continuación fue pasando de isla en isla por el resto de las Cícladas, anexionándolas al Imperio persa. La expedición desembarcó en Eretria, que fue sitiada, y tras un corto período de seis días, tras esto, capturada y arrasada, sus ciudadanos fueron esclavizados. Por último, el ejército expedicionario se dirigió al Ática, desembarcando en Maratón, en su ruta hacia Atenas. Allí se topó con un ejército ateniense mucho más pequeño que, sin embargo, obtuvo una victoria destacada en la batalla de Maratón.
Dicha derrota evitó que la campaña concluyera en éxito, y la fuerza expedicionaria regresó a Asia. No obstante, la expedición había logrado la mayoría de sus objetivos al castigar a Naxos y Eretria y colocar a gran parte del mar Egeo bajo el dominio persa. Las metas sin alcanzar durante la campaña hicieron que Darío preparase una invasión mucho mayor a Grecia para subyugarla firmemente y castigar a Atenas y Esparta. Sin embargo, los conflictos internos del imperio retrasaron dicha expedición, y luego Darío, ya de edad avanzada, falleció. Fue así que su hijo Jerjes I lideró la segunda invasión persa a Grecia, que comenzó en el año 480 a. C.

## Historiografía
La principal fuente de las guerras médicas es el historiador griego Heródoto. La historiografía le considera el «padre de la Historia», Nació en 484 a. C., en Halicarnaso, ciudad griega de Asia Menor, en aquel entonces gobernada por los persas. Escribió su obra Historia entre el 440 y 430 a. C., intentando rastrear los orígenes de las guerras greco-persas, que aún se habrían considerado historia reciente (finalizaron por completo en 449 a. C.) El enfoque de Heródoto fue completamente novedoso, y al menos para la sociedad occidental, Heródoto es considerado el inventor de la Historia tal y como la conocemos hoy. Como expresa Holland:

Por primera vez, un cronista se propone rastrear los orígenes de un conflicto no hasta un pasado tan antiguo o remoto que resultara fabuloso, no lo atribuye a los deseos o caprichos de ningún dios, ni tampoco al destino manifiesto de un pueblo, sino a explicaciones que él mismo pudiese verificar.
Holland

Muchos historiadores antiguos posteriores, aunque siguieron sus pasos, ridiculizaron a Heródoto. El primero de ellos, Tucídides. No obstante, Tucídides decidió continuar su historia donde la dejaba Heródoto (en el sitio de Sestos), por lo que se presupone que consideró que Heródoto había hecho un buen trabajo resumiendo la historia precedente. Plutarco criticó a Heródoto en su ensayo "Sobre la malevolencia de Heródoto", donde describía al historiador como Philobarbaros (amante de los bárbaros), por no ser lo suficientemente favorable a los griegos. Lejos de desprestigiarle, este hecho hace suponer que Heródoto mantuvo un punto de vista bastante objetivo. La visión negativa sobre Heródoto llegó hasta la Europa renacentista, aunque siguió siendo profusamente leído. Sin embargo, desde el siglo XIX, su reputación ha sido rehabilitada espectacularmente por hallazgos arqueológicos que confirmaban repetidamente su versión de los eventos. La visión moderna considera que Heródoto hizo generalmente un trabajo notable en su Historia, pero también que algunos detalles específicos, especialmente fechas y cifras, deben ser contemplados con escepticismo. En cualquier caso, siguen existiendo historiadores que consideran que Heródoto inventó gran parte de su historia.
El historiador siciliano Diodoro Sículo, en su obra Biblioteca histórica escrita en el siglo I a. C., también hace una crónica de las guerras médicas, tomando como fuente principal al historiador griego Éforo de Cime. Este relato es bastante consistente con el de Heródoto. Las guerras médicas son también descritas en menor detalle por un gran número de historiadores antiguos, incluyendo a Plutarco y Ctesias de Cnido, y se hace alusión a las mismas por parte de muchos otros escritores como el dramaturgo Esquilo. Las evidencias arqueológicas, entre las que se encuentra la Columna de las Serpientes, respaldan algunos datos específicos del relato de Heródoto.

## Antecedentes
La primera invasión persa de Grecia tuvo sus raíces inmediatas en la revuelta jónica, primera fase de las guerras médicas. Sin embargo, también fue el resultado de una interacción más antigua entre griegos y persas. En 500 a. C. el Imperio aqueménida era aún relativamente joven y con ansias expansionistas, pero vulnerable a las sublevaciones entre sus súbditos. Por si eso no fuera suficiente, el rey persa Darío era un usurpador, y hubo de extinguir numerosas revueltas contra su reinado. Previamente a la revuelta jónica, Darío comenzó a expandir el Imperio en Europa, subyugando Tracia y forzando a Macedonia a convertirse en su aliado. Es muy posible que los intentos de invadir el resto de la políticamente fraccionada Grecia resultaran inevitables. La revuelta jónica amenazó directamente la misma integridad del Imperio persa, y los estados de la Grecia europea seguían representando una potencial amenaza para su estabilidad futura. Por tanto, Darío decidió someter y pacificar Grecia y el Egeo, al tiempo que escarmentaba a los implicados en la revuelta.
La revuelta jónica había comenzado con la infructuosa expedición contra Naxos, empresa común del sátrapa Artafernes y del tirano de Mileto, Aristágoras. Tras el incidente, Artafernes decidió apartar a Aristágoras del poder; pero antes de que pudiera hacerlo, Aristágoras abdicó, declarando a Mileto una democracia. El resto de ciudades de Jonia, al borde de la rebelión, siguieron sus pasos, expulsando a sus tiranos nombrados por Persia y declarándose igualmente democracias. Artistágoras acudió a los estados de la Grecia europea en busca de apoyo, pero solo Atenas y Eretria le ofrecieron tropas.
La participación griega en la revuelta jónica es consecuencia de un complejo cúmulo de circunstancias, que comienzan con el establecimiento de la democracia ateniense a finales del siglo VI a. C.
En 510 a. C., con la ayuda de Cleómenes I, rey de Esparta, los atenienses habían expulsado al tirano Hipias, quien gobernaba la ciudad. Junto a su padre Pisístrato, la familia de Hipias había gobernado en Atenas 36 de los últimos 50 años. Hipias huyó a la corte de Artafernes, sátrapa persa de Sardes, y le prometió el control de Atenas si le ayudaba a recuperar el gobierno. Entretanto, Cleómenes instaló una tiranía pro-espartana en Atenas, personificada en Iságoras, y opuesta a Clístenes, líder de la poderosa familia de los Alcmeónidas, que se consideraban herederos naturales del gobierno de Atenas. En una audaz maniobra, Clístenes prometió a los atenienses que instauraría una 'democracia' en Atenas, ante el horror del resto de la aristocracia. Las razones de Clístenes para sugerir una medida tan drástica, que reduciría sensiblemente el poder de su propia familia, no están claras. Es posible que percibiera que esos días de gobierno aristocrático finalizarían de cualquier modo; ciertamente deseaba evitar por cualquier medio que Atenas se convirtiera en un títere de Esparta. Por desgracia, a raíz de su propuesta, Clístenes y su familia fueron exiliados de Atenas por Iságoras, junto a otros disidentes. Habiéndoles sido prometida una democracia, los atenienses aprovecharon el momento y se rebelaron, expulsando a Cleómenes y a Iságoras. Clístenes regresó entonces a la ciudad (507 a. C.) y comenzó a establecer un gobierno democrático a un ritmo vertiginoso. La llegada de la democracia supuso una revolución en Atenas, que desde entonces se convirtió en una de las grandes potencias de Grecia. La recién llegada libertad y autogobierno de los atenienses implicaban una ulterior intolerancia al regreso de la tiranía de Hipias o cualquier otra forma de sometimiento, ya fuera por Esparta, Persia o terceros.

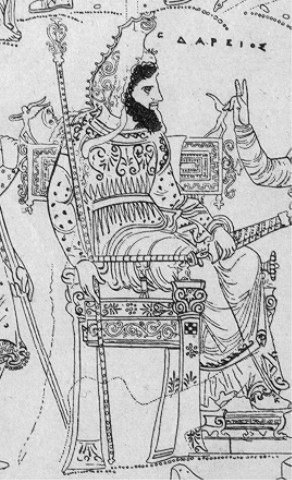
Darío I de Persia, imaginado por un pintor griego,

Cleómenes, como es lógico, no estaba demasiado contento con la situación, y marchó sobre Atenas con el ejército espartano. Los intentos del lacedemonio para restaurar a Iságoras en el gobierno terminaron en debacle, no obstante los atenienses, temiendo lo peor, ya habían enviado embajadores a Artafernes, a la ciudad de Sardes, pidiendo ayuda al Imperio persa. Artafernes solicitó que los atenienses le dieran «la tierra y el agua», símbolo tradicional de sumisión, a lo que accedieron los embajadores atenienses. A su regreso a Atenas, fueron censurados severamente por este hecho. En algún momento posterior, Cleómenes urdió un complot para reinstalar a Hipias en el gobierno de Atenas, que resultó inútil. Hipias huyó de nuevo a Sardes, e intentó persuadir a los persas para que sometieran Atenas. Los atenienses enviaron emisarios a Artafernes para disuadirle de emprender cualquier acción, ante lo que Artafernes respondió recomendándoles que aceptaran el regreso de Hipias en calidad de tirano. Los atenienses se opusieron, como era de esperar, y se declararon abiertamente en guerra con Persia. Habiéndose convertido así en enemiga del Imperio aqueménida, Atenas ya se encontraba predispuesta a apoyar a las ciudades jónicas cuando estalló la revuelta. El hecho de que las democracias jónicas estuvieran inspiradas por la ateniense sin duda ayudó en esta decisión, especialmente si es cierto que las ciudades jónicas fueron originalmente colonias atenienses.
La ciudad de Eretria también envió ayuda a los jonios, por razones no del todo claras. Posiblemente existían razones comerciales: Eretria era una ciudad comercial de la isla de Eubea, cuyo mercado se veía amenazado por la dominación persa del mar Egeo. Heródoto sugiere que los eretreios respaldaron la revuelta como agradecimiento al apoyo prestado por Mileto a su ciudad en una anterior guerra contra Calcis.
Atenienses y eretreios enviaron una fuerza expedicionaria de 25 trirremes a Asia Menor. Mientras se encontraban allí, el ejército griego sorprendió a Artafernes, esquivándole y marchando hacia Sardes, donde quemaron la parte baja de la ciudad. No obstante, este fue el mayor de los logros griegos, ya que fueron perseguidos hasta la costa por jinetes persas, perdiendo muchos hombres en el proceso. A pesar de que sus acciones fueron inapreciables, tanto eretreios como atenienses se ganaron la enemistad eterna de Darío, quien juró castigar a ambas ciudades. La victoria persa en la batalla naval de Lade (494 a. C.) acabó prácticamente con la revuelta, y en 493 a. C. la flota persa sofocó los últimos focos de resistencia. La rebelión fue utilizada como una oportunidad de extender la frontera imperial a las islas del Egeo oriental y la Propóntide, que nunca había formado parte de los dominios persas. La completa pacificación de Jonia permitió a los persas planificar nuevos movimientos, extinguir la amenaza que suponía Grecia, y escarmentar a Atenas y Eretria.

## 492 a. C.: Campaña de Mardonio

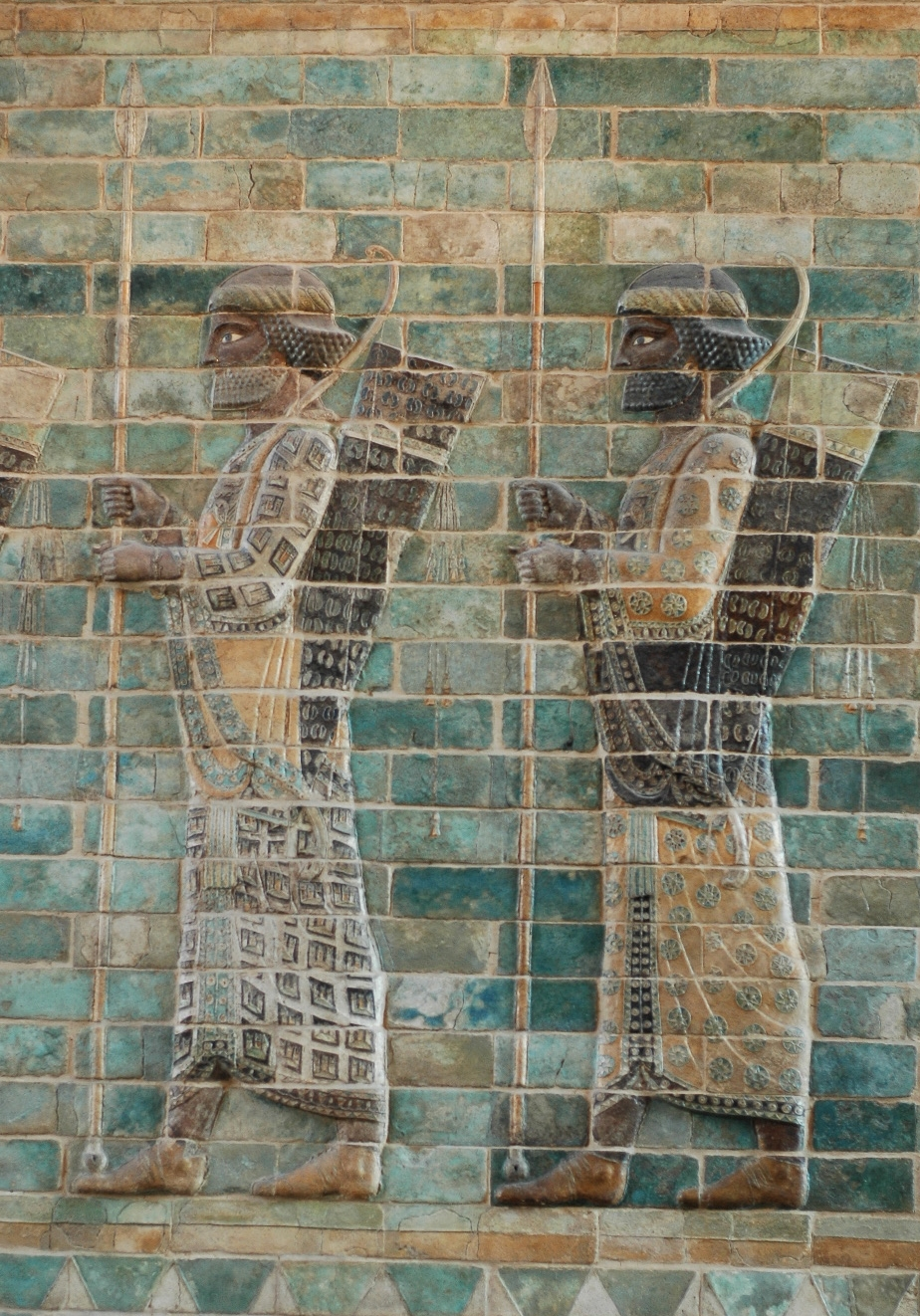
Arqueros persas, posiblemente Inmortales. Friso del palacio de Darío en Susa, c., Museo del Louvre.

En la primavera de 492 a. C. se creó una fuerza expedicionaria, que debía ser dirigida por Mardonio, el yerno de Darío. Consistía en una flota y un ejército de tierra. Mientras que su objetivo principal era castigar a Atenas y Eretria, como objetivo secundario tenía subyugar tantas ciudades griegas como fuera posible. Partiendo de Cilicia, Mardonio envió al ejército a través del Helesponto, mientras él viajaba con la flota. Navegó bordeando Asia Menor hasta Jonia, donde dedicó un tiempo a abolir las tiranías que gobernaban las ciudades jónicas. Irónicamente, dado que el establecimiento de gobiernos democráticos había representado un factor clave en la revuelta jónica, reemplazó las tiranías por democracias.
Desde allí la flota se dirigió al Helesponto. Cuando todo estuvo dispuesto, embarcó a las tropas de tierra para que cruzaran a Europa. El ejército marchó entonces a través de Tracia, reconquistándola, pues estas tierras ya formaron parte del Imperio persa en 512 a. C. durante la campaña de Darío contra los escitas. Cuando alcanzaron Macedonia, antiguo aliado, forzaron a este reino a convertirse en tributario de Persia, aunque permitiendo que mantuviera su independencia.
Mientras tanto, la armada llegó a Tasos, ante cuya visión la ciudad se sometió a los persas. La flota siguió la línea costera hasta Acanto en Calcídica, antes de intentar costear la ladera del monte Athos. Allí fueron sorprendidos por una violenta tempestad, que les empujó contra los acantilados. Según Heródoto, 300 naves naufragaron y 20 000 hombres perecieron.
Mientras el ejército acampaba en Macedonia, los brigios, una tribu tracia local, lanzaron una razia nocturna contra el campamento persa, acabando con muchas vidas e hiriendo al propio Mardonio. A pesar de sus heridas, el comandante se aseguró de que los brigios fueran derrotados y sometidos, y después dirigió su ejército de regreso al Helesponto, mientras los restos de la armada se retiraban igualmente a Asia. Aunque la campaña finalizó sin conseguir los principales objetivos, las tierras limítrofes con Grecia quedaban firmemente bajo control persa, y los griegos habían sido claramente avisados de las intenciones que Darío albergaba contra ellos.

## 491 a. C.: Diplomacia
Probablemente, razonando Darío que la expedición del año anterior contra Grecia había puesto al descubierto sus planes, y debilitado la resolución de las polis griegas, regresó a la vía diplomática en 491 a. C. Envió embajadores a todas las ciudades estado de Grecia, pidiendo «la tierra y el agua», símbolo tradicional de sumisión. La gran mayoría de ciudades respondieron favorablemente a su petición, temiendo la ira del rey persa. En Atenas, por el contrario, los embajadores fueron juzgados y ejecutados. En Esparta, simplemente fueron arrojados a un pozo. Este hecho dibujó firme e inexorablemente las líneas de batalla para el conflicto que había de llegar. Esparta y Atenas, a pesar de su reciente enemistad, lucharían juntas contra los persas.
No obstante, Esparta sufrió una serie de maquinaciones internas que desestabilizaron su situación. Las ciudades de Egina se sometieron a los embajadores persas, y los atenienses, preocupados ante la posibilidad de que Persia utilizara esta isla como base naval, pidieron a Esparta que interviniera. Cleómenes viajó a Egina para tratar personalmente con sus habitantes, pero ellos acudieron al otro diarca de Esparta, Demarato, que apoyó la resolución egineta. Cleómenes respondió acusando a Demarato de ilegítimo, con la ayuda de los sacerdotes de Delfos (a quienes había sobornado). Demarato fue reemplazado por su primo Leotíquidas. Con los dos diarcas en su contra, los eginetas capitularon, entregando rehenes a los atenienses como garantía de su palabra. Sin embargo, en Esparta se tuvo conocimiento de los sobornos de Cleómenes en Delfos, y fue expulsado de la ciudad. En el destierro, intentó ganarse el apoyo del Peloponeso septentrional, ante lo que los lacedemonios se echaron atrás y le invitaron a regresar a la ciudad. Cleómenes, no obstante, había llegado demasiado lejos, y en 491 a. C. fue encerrado, acusado de locura, y murió al siguiente día. Aunque el veredicto oficial fue de suicidio, es presumible que fuera asesinado. Le sucedió su hermanastro Leónidas I.

## 490 a. C.: Campaña de Datis y Artafernes
Aprovechándose del caos existente en Esparta, que dejaba a Atenas aislada de hecho, Darío decidió lanzar una expedición anfibia para castigar definitivamente a Atenas y Eretria. Reunió un ejército en Susa, y marchó a Cilicia, donde había fabricado una flota. El mando de la expedición le fue concedido a Datis el Medo y Artafernes, hijo del sátrapa Artafernes.

### Tamaño de las fuerzas persas
Según Heródoto, la flota utilizada por Darío consistía en 600 trirremes. No existen datos en las fuentes históricas de cuántos transportes les acompañaban, si es que había alguno. Heródoto indica que 3000 transportes navegaron con los 1207 trirremes durante la invasión de Jerjes en 480 a. C. Algunos historiadores modernos aceptan esta proporción de barcos, aunque ha sido sugerido que el número de 600 representa la cifra conjunta de trirremes y transportes de tropas, o que adicionalmente a los 600 trirremes existían transportes de caballos.
Heródoto no hace una estimación del tamaño del ejército persa, indicando únicamente que formaban una «infantería numerosa en líneas muy cerradas». Entre otras fuentes, el poeta Simónides, casi contemporáneo de los hechos, contabiliza la fuerza de campaña en 200 000 soldados. Un escritor más tardío, el romano Cornelio Nepote estima las cifras en 200 000 infantes y 10 000 jinetes. Plutarco y Pausanias cifran a los persas en 300 000, el mismo número que menciona la Suda. Platón y Lisias afirman que fueron 500 000, y Marco Juniano Justino asciende esa cifra hasta 600 000.
Los historiadores modernos generalmente desestiman estas cifras por exageradas. Una posible aproximación para estimar el número de tropas consiste en calcular el número de infantes de marina transportados en 600 trirremes. Heródoto menciona que cada trirreme, durante la segunda invasión de Grecia, llevaba 30 infantes extra, además de unos 14 que formarían su dotación normal. Así, 600 trirremes podían fácilmente transportar entre 18 000 y 26 000 soldados. Los números propuestos para cuantificar la infantería persa se hallan en el rango de entre 18 000 y 100 000, mientras que el consenso se encuentra en una cifra aproximada de 25 000.
La infantería persa utilizada en la invasión formaba probablemente un grupo heterogéneo, reclutado en toda la extensión del Imperio. Según Heródoto, sin embargo, existía al menos una homogeneidad en el tipo de armadura que portaba y en su estilo de combate. En general, cada infante se armaba con un arco, una 'lanza corta' y una espada, portaba un escudo de mimbre, y su armadura consistía como mucho en un jubón de cuero. La única excepción a esta regla podía darse en las tropas de etnia persa, que podrían haber vestido un pectoral o armadura de escamas. Algunos contingentes podían portar una panoplia diferente; por ejemplo, los escitas, conocidos por su afinidad con el hacha. Las fuerzas de 'élite' de la infantería persa parece que consistían en las tropas de etnia persa, además de medos, casitas y escitas. Heródoto menciona específicamente la presencia de persas y escitas en Maratón. El estilo de combate utilizado por los persas consistía probablemente en mantenerse alejados del enemigo, utilizando sus arcos (o equivalente) para diezmar las filas rivales antes de acercarse cuerpo a cuerpo para ejecutar el golpe de gracia con sus lanzas y espadas.
Las estimaciones para la caballería rondan entre 1000 y 3000 jinetes. La caballería persa estaba compuesta normalmente por jinetes de etnia persa, bactrianos, medos, casitas y escitas. La mayoría de estos probablemente luchaban como caballería ligera. La flota debía contener al menos una pequeña proporción de barcos de transporte, ya que la caballería era transportada por mar. Heródoto escribe que la caballería embarcaba en los trirremes, aunque esto es muy improbable. Lazenby calcula que se necesitaban unos 30-40 transportes para embarcar a 1000 jinetes y sus caballos.

### Lindos
Una vez reunida, la fuerza persa partió de Cilicia en dirección a Rodas. Una crónica del santuario de Atenea Lindia menciona que Datis asedió infructuosamente la ciudad de Lindos.

### Naxos
La flota navegó entonces al norte, siguiendo la costa jónica hasta Samos, donde viraron al oeste rumbo al mar Egeo. Su siguiente destino fue Naxos, pretendían así escarmentar a sus habitantes por el fallido asedio de hacía una década. Muchos de sus habitantes huyeron a las montañas, pero aquellos que cayeron en manos persas fueron esclavizados. Después, los persas quemaron la ciudad y sus templos.

### Las Cícladas

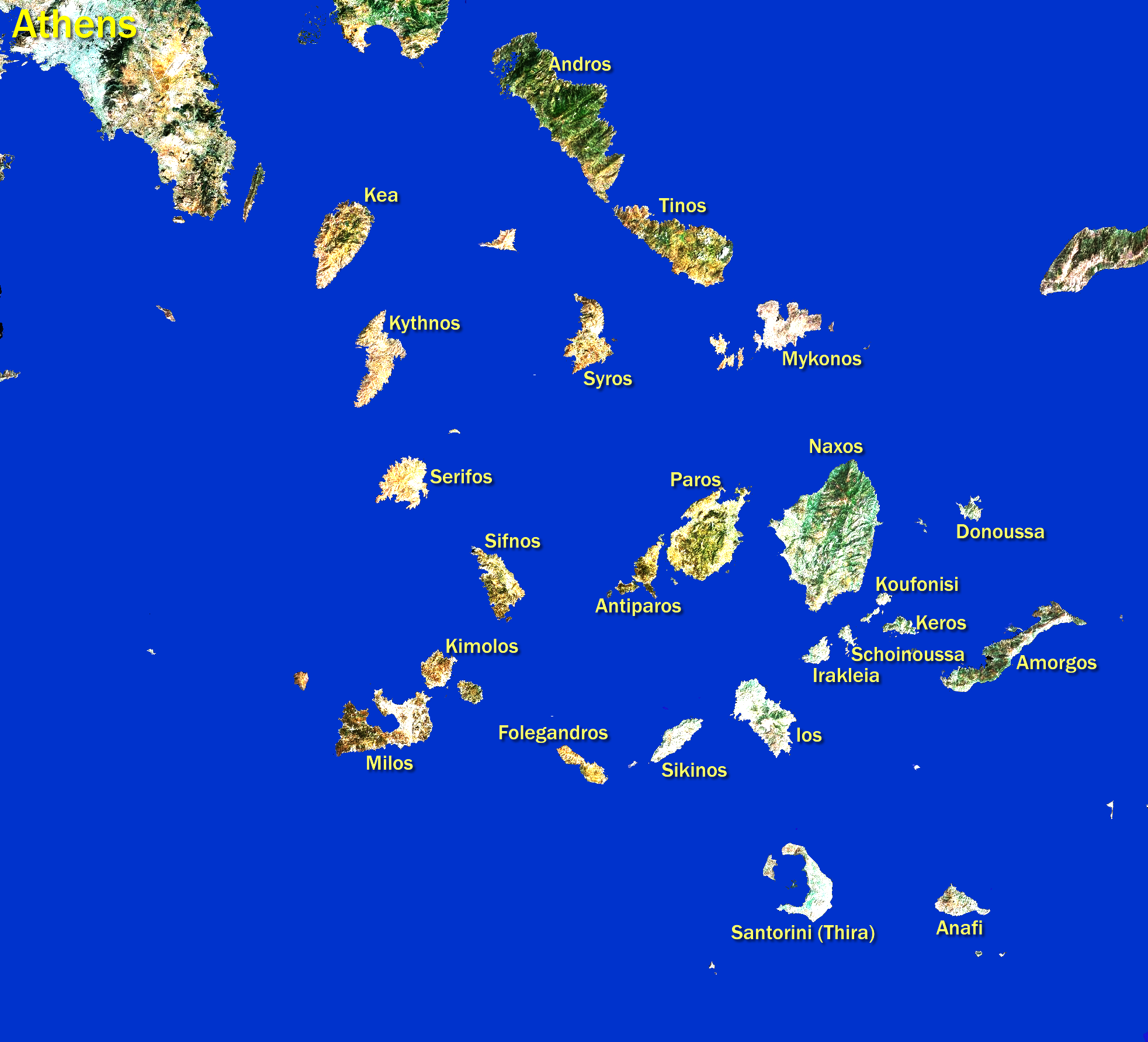
Imagen satelital de la Cícladas. Delos es la pequeña isla directamente situada a la izquierda de Míconos.

Continuando su ruta, la flota persa se aproximó a Delos, ante cuya visión muchos delios también abandonaron sus hogares. Tras la demostración de poder llevada a cabo en Naxos, Datis intentaba mostrar clemencia al resto de islas, si éstas se sometían a su yugo. Envió un heraldo a la isla, proclamando:

Hombres sagrados, ¿por qué habéis huido, malinterpretando mis intenciones? Es mi deseo, así como la orden de mi rey, no dañar la tierra donde nacieron los dos dioses, y tampoco a sus habitantes. Volved, pues, a vuestros hogares, y habitad en vuestra isla.

Entonces, quemó 300 talentos de incienso en el altar de Apolo, para mostrar su respeto por uno de los dioses de la isla. La flota bogó entonces de isla en isla a lo largo del Egeo, tomando rehenes y reclutando tropas en su camino a Eretria.

### Caristo
Finalmente, los persas llegaron a la ciudad de Caristo, en la costa meridional de Eubea. Sus ciudadanos rehusaron entregar rehenes a los persas, por lo que fueron asediados y sus campos arrasados, hasta que se sometieron a Persia.

### Sitio de Eretria
Partiendo de Eubea, la flota persa se dirigió al primero de sus objetivos principales: Eretria. Según Heródoto, los eretreios dudaban cuál era el mejor modo de actuar: huir a las colinas, resistir un asedio, o rendirse a los persas. La decisión mayoritaria fue permanecer en la ciudad. Los eretreios no intentaron estorbar el desembarco persa, ni su avance, permitiéndoles así que iniciaran un sitio. Los persas atacaron las murallas durante seis días, con pérdidas en ambos bandos. El séptimo día, no obstante, dos reputados eretreios abrieron las puertas de la ciudad, traicionando la plaza a los persas. La ciudad fue arrasada, los templos y santuarios saqueados y después quemados. Los habitantes supervivientes, de acuerdo a las órdenes de Darío, fueron esclavizados.

### Batalla de Maratón

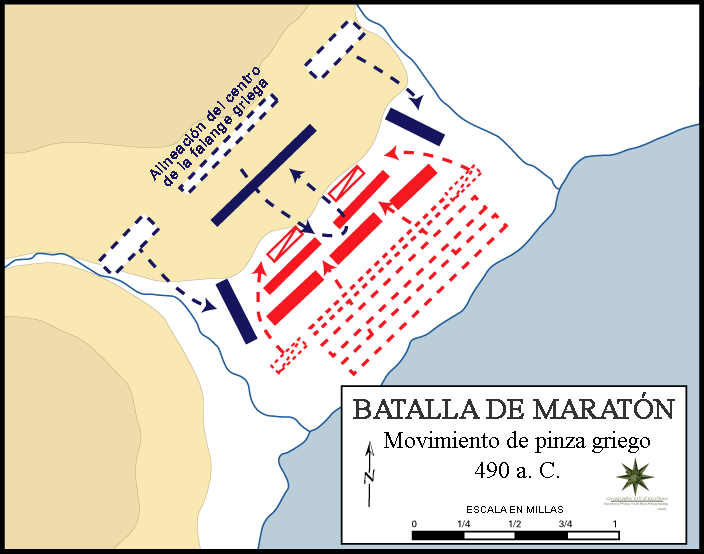
Las alas griegas en maniobra envolvente sobre las fuerzas persas

La flota persa se dirigió posteriormente hacia al sur, bajando por la costa ática hasta desembarcar en Maratón, aproximadamente a 25 millas (40,2 km) de Atenas, con el consejo de Hipias, hijo del anterior tirano de Atenas Pisístrato. Los atenienses, unidos a una pequeña fuerza procedente de Platea, marcharon a Maratón, y consiguieron bloquear las dos salidas al valle de Maratón. Mientras tanto Filípides, el mejor corredor de Atenas, fue enviado a Esparta para solicitar la movilización del ejército lacedemonio en apoyo de Atenas. Filípides llegó durante la festividad de las Carneas, un periodo sagrado de paz, y recibió la respuesta de que el ejército espartano no podría partir a la guerra hasta la siguiente luna llena. Consecuentemente, Atenas no podía esperar recibir refuerzos en un mínimo de diez días. Decidieron aguantar en Maratón por el momento, siendo reforzados por un contingente de hoplitas platenses.
Las posiciones se mantuvieron durante cinco días, tras los cuales los atenienses, por razones aún sin esclarecer, decidieron atacar a los persas. A pesar de la superioridad numérica persa, los hoplitas mostraron una efectividad devastadora, derrotando a las alas persas y volviéndose después hacia el centro del ejército medo. Los restos del ejército persa abandonaron el campo de batalla y huyeron hacia sus barcos. Heródoto narra que hasta 6400 cuerpos persas yacían en el terreno tras la batalla. Los atenienses perdieron únicamente 192 hombres y los platenses, 11.
Inmediatamente después de la batalla, Heródoto afirma que la flota persa navegó circundando el cabo Sunio para atacar directamente Atenas, aunque algunos historiadores modernos sitúan este ataque justo antes de la batalla. De cualquier modo, los atenienses percibieron la amenaza que aún se cernía sobre su ciudad, y regresaron tan rápido como pudieron. Los atenienses llegaron a tiempo para evitar el desembarco persa, y estos, viendo que habían perdido su oportunidad, regresaron a Asia. Al siguiente día, llegó el ejército de Esparta, tras cubrir 220 km en tres días. Los espartanos visitaron el campo de batalla de Maratón, reconociendo que los atenienses habían conseguido una gran victoria.

## Consecuencias

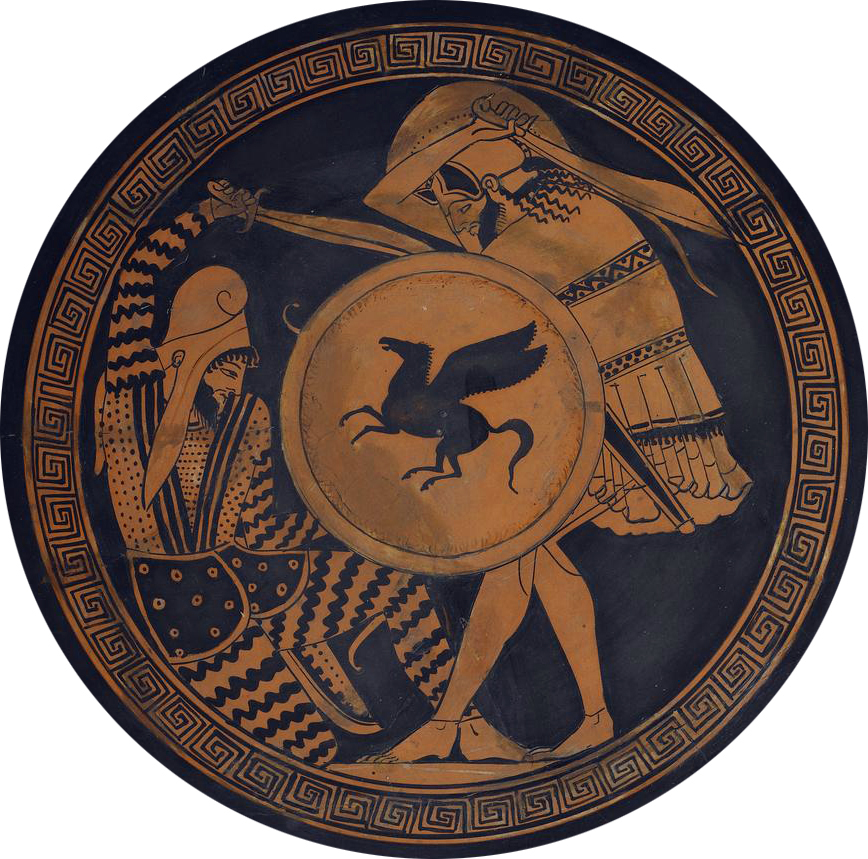
Lucha de hoplita griego y guerrero persa.. a. C.

La derrota de Maratón terminó por el momento con las invasiones persas de Grecia. No obstante, Tracia y las islas Cícladas habían sido absorbidas por las aqueménidas, y Macedonia había sido reducida a un reino vasallo. Darío seguía decidido a conquistar Grecia, para asegurar la frontera occidental de su imperio. Además, Atenas había quedado impune por su participación en la Revuelta jónica y, al igual que Esparta, por el trato que ambas habían dispensado a los embajadores persas.
Por todo ello, Darío comenzó a reclutar un nuevo ejército, más poderoso, con la intención de someter toda Grecia. Sus planes se vieron perturbados en 486 a. C., con la rebelión de sus súbditos de Egipto. Esta rebelión pospuso indefinidamente los preparativos para la expedición. Darío murió mientras se disponía a marchar sobre Egipto, y el trono de Persia pasó a manos de su hijo Jerjes I. Jerjes aplastó la sublevación en Egipto, y retomó rápidamente los preparativos para invadir Grecia. La expedición estuvo lista en 480 a. C., comenzando en consecuencia la segunda invasión de Grecia, bajo el mando de Jerjes en persona.
Según Plinio el Viejo, la alfalfa fue introducida en Grecia durante este conflicto, posiblemente en forma de semillas llegadas con el forraje de la caballería persa. Pasó a ser un cultivo habitual destinado a la alimentación de los caballos.

## Significado e importancia

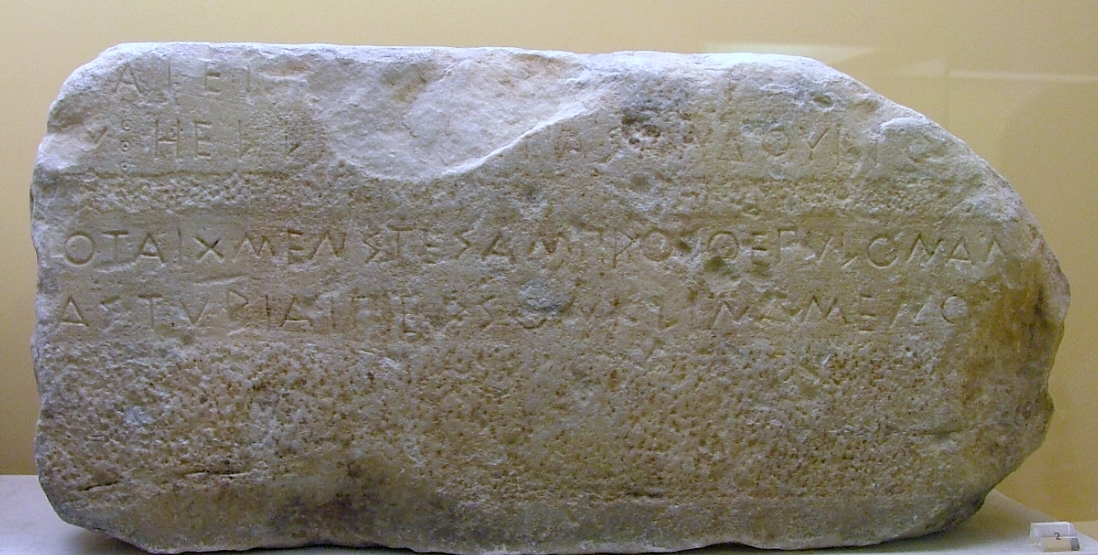
Fragmento de la base de un monumento con epigrama inscrito en conmemoración de las victorias de los atenienses sobre los persas del 490 al Museo del Ágora de Atenas.

Para los persas, ambas expediciones habían tenido éxito en esencia: habían capturado nuevos territorios para el imperio, y Eretria había sido castigada. La derrota en Maratón, por tanto, sólo suponía para ellos una derrota menor, que apenas tuvo efecto sobre los enormes recursos del Imperio aqueménida. Para los griegos, sin embargo, representaba una victoria plena de significado. Era la primera vez que griegos habían derrotado a persas, mostrándoles que no eran invencibles y la resistencia era una alternativa a la subyugación.
La victoria de Maratón representó un momento decisivo en la joven democracia ateniense, mostrando el poder que otorgaba la unidad y la autoconfianza. Ciertamente, la batalla marcaba de hecho el comienzo de una 'edad dorada' para Atenas y para toda Grecia. Tal y como menciona Holland:

La victoria proporcionó a los griegos una fe en su destino que duraría tres siglos, durante los cuales se gestó la base de la cultura occidental.

Por su parte, John Stuart Mill opinaba que:

La batalla de Maratón, incluso mirada desde la perspectiva de la historia británica, tuvo mayor trascendencia que la batalla de Hastings
.

Militarmente, mostró a los griegos el potencial de la falange hoplítica. Esta formación fue desarrollada durante los sempiternos enfrentamientos entre los propios griegos, y dado que cada ciudad-estado combatía del mismo modo, había sido imposible constatar las ventajas de la falange. Maratón fue el primer conflicto en que una falange se enfrentaba a tropas ligeras, y reveló lo devastadores que resultaban los hoplitas en la batalla. La formación en falange resultaba no obstante vulnerable a la caballería - razón de las precauciones griegas en la posterior batalla de Platea -, pero utilizada en las condiciones adecuadas, se mostró como un arma potencialmente devastadora. Parece que los persas ignoraron las lecciones militares de Maratón, a la luz de su segunda expedición: la composición de su infantería seguía siendo similar, a pesar de que la disponibilidad de hoplitas y otros infantes pesados en tierras controladas por Persia. Al haber triunfado contra los hoplitas en batallas previas, es posible que consideraran la derrota de Maratón como un caso excepcional.